# Atexolahua
Atexolahua är en ort i Mexiko.   Den ligger i kommunen Cuetzalan del Progreso och delstaten Puebla, i den sydöstra delen av landet, 180 km öster om huvudstaden Mexico City. Atexolahua ligger 1 431 meter över havet och antalet invånare är 143.
Terrängen runt Atexolahua är kuperad åt nordost, men åt sydväst är den bergig. Runt Atexolahua är det ganska tätbefolkat, med 179 invånare per kvadratkilometer. Närmaste större samhälle är Ciudad de Tlatlauquitepec, 15,4 km söder om Atexolahua. I omgivningarna runt Atexolahua växer i huvudsak städsegrön lövskog.